# 国分一太郎
国分 一太郎（こくぶん いちたろう、旧字体：國分󠄁 一太郞、1911年3月13日 - 1985年2月12日）は、日本の教育実践家・児童文学者。国語教育、とくに作文教育（生活つづり方）の実践家・理論家。新日本文学会議長。日本児童文学者協会名誉会員。

## 人物
山形県北村山郡東根町（現・東根市）三日町に生まれる。父・藤太郎は床屋を営んだ。
山形県師範学校を卒業後、郷里の長瀞尋常小学校で綴り方教育、想画教育に打ち込み、製作した文集である「がつご」、「もんぺ」、「もんぺの弟」は、全国的に高く評価され、農村恐慌にあえぐ東北農家の厳しい現実を子供の目でとらえさす生活つづり方運動（北方教育運動）を推進した。
その後、児童文学、教育評論、国語（主として作文教育）の理論・実践研究などに従事。日本児童文学者協会や日本作文の会の前身である日本綴り方の会の結成に参加したほか、教育科学研究会・国語部会や日本作文の会などの民間教育研究団体や日本教職員組合の教育研究全国集会（全国教研）・国語分科会の講師、新日本文学会議長などを歴任した。
子どもたちが手先や体を使わなくなり、心身の発達、ひいては人間形成までゆがめられてしまっていることを論証する『しなやかさというたからもの』、教職に就く者の心すべきことを現代の若い教師たちにもうなずかせる『教師』、『君ひとの子の師であれば』は地味だがハッタリのない姿勢が共感を呼び、古い著作ではあったが教育物には珍しいロングセラーを続けた。
1985年2月12日、胃ガンの再発による消化管出血のため、東京慈恵会医科大学附属病院で死去。73歳没。

## 略歴
1911年3月13日に生まれる。1925年東根尋常小学校を卒業。山形県師範学校に入学。短歌を作り始めた。村山俊太郎を知る。
1930年山形県師範学校を卒業。北村山郡長瀞尋常小学校に赴任し、4年生を担任、文集「がつご」を作る。「がつご」はこの地方の植物名にちなむ。同小学校では児童画の運動なども盛んであった。教育実践の報告を雑誌『綴り方生活』に投稿する。短期現役兵として入隊をはさんで、同小学校で「もんぺ」「もんぺの弟」などの文集を作る。1933年成田忠久の『北方教育』や、『綴り方生活』等に作文教育に関する論文を発表する。著書『教室の記録』が山形県の学務当局に自由主義的であると問題にされ、1938年3月教職を追われ上京。強度の神経衰弱になり千葉県市川市の病院に入院。1941年に治安維持法で投獄される。
1950年日本作文の会の前身である日本綴り方の会結成に参加。1953年日本教職員組合の第2回全国教育研究大会（全国教研）の高知大会に参加、このときから講師団の一員となった。1954年少年長編小説『鉄の町の少年』を出版。1955年宮沢俊義との共著で『わたくしたちの憲法』を出版し毎日出版文化賞、『鉄の町の少年』で第5回児童文学者協会児童文学賞を受賞。1956年『教師』を出版。1958年阿部知二、石井桃子らとの共編で児童向け読み物読本シリーズ『雨の日文庫』の刊行を始める。1966年日本児童文学者協会理事となる。1973年『しなやかさというたからもの』、『みんなの綴方教室』を出版。
1974年日本教職員組合の中央教育課程検討委員会の委員となる。1976年新日本文学会議長になる（1982年まで）。1977年『ずうずうぺんぺん』を出版。1981年「障害者の教育を実現する会」の代表顧問となる。1982年『現代つづり方の伝統と創造』を出版。1984年『小学教師たちの有罪』を出版。1985年2月12日死去。

## 批判
1957年に全貌社から出版された書籍では、「国分一太郎（教育評論家・日本共産党員）支邦民衆宣撫の辣腕家」というタイトルで、戦時中に陸軍報道部員として戦地に赴いて宣撫官として活動していたこと、戦後は口をかんして戦時下の言動について語っていないこと、が指摘された。

## 民教協スペシャル 「想画と綴り方 戦争が奪った 子どもたちの心」
民間放送教育協会（民教協）が年に1度行うコンペティションで、山形放送の企画が通り、青年教師・国分一太郎と子供の交流を追ったドキュメンタリー「想画と綴り方　戦争が奪った 子どもたちの心」が制作され、2019年2月、加盟する全国33局で放送された。このドキュメンタリーは2019年度JCJ賞、および2019年日本民間放送連盟賞 最優秀賞(テレビ教養番組部門）を受賞した。

## 著書
- 『教室の記録』（相澤ときと共著）扶桑閣、1937年。
- 『鉄の町の少年』新潮社、1954年。
- 『教師（岩波新書）』岩波書店、1955年。
- 『しなやかさというたからもの』晶文社、1973年。
- 『みんなの綴方教室』新評論、1973年。
- 『ずうずうぺんぺん』朝日新聞社、1977年。
- 『現代つづり方の伝統と創造』百合出版、1982年。
- 『小学教師たちの有罪』みすず書房、1984年。
- 『つづり方教育について』むぎ書房、1985年。ISBN 978-4-8384-0073-7
- 『こぶしの花  国分一太郎の世界』国分一太郎生誕一〇〇年記念事業実行委員会・北の風出版、2011年。
- 『君ひとの子の師であれば』新評論・復刻版、2012年。ISBN 978-4794809193

### 共著
- 宮沢俊義『わたくしたちの憲法』有斐閣、1955年。有斐閣新書、1987年。ISBN 4641090777

### 共編著
- 小川太郎共編『生活綴方的教育法』明治図書出版、1955年。
- 坪田譲治共編『児童読物に関する100の質問』 中央公論社、1957年。
- 阿部知二、石井桃子、宮原誠一、八杉竜一、小田切秀雄、佐々木基一『雨の日文庫』むぎ書房、1966年。ISBN 4-8384-0045-4
- 奥田靖雄『読み方教育の理論』国土社、1963年。1974年よりむぎ書房、ISBN 9784838400638
- 奥田靖雄『国語教育の理論』むぎ書房、1964年。
- 奥田靖雄『続国語教育の理論』むぎ書房、1966年。ISBN 9784838400652